# Disparu (téléfilm, 2006)
Pour les articles homonymes, voir Disparu.

Disparu ou Mourir deux fois au Québec (Live Once, Die Twice) est un téléfilm canadien réalisé par Stefan Pleszczynski, diffusé en 2006.

## Synopsis
Evan Lauker, agent immobilier, part à la pêche quelques jours sur son bateau avec un ami. Sa femme Nicole reste chez eux, dans leur grande maison en bord de mer. Le soir même, elle est réveillée en pleine nuit par la police : on a retrouvé au large des débris du bateau d'Evan, détruit dans une explosion ainsi que deux corps. Le FBI s'en mêle, le corps d'Evan n'ayant pas été identifié. Ils soupçonnent Evan d'être encore vivant et d'être mêlé à un trafic de drogue. Nicole ne les croit pas et décide de mener sa propre enquête qui va la mener de Long Island à Montréal, en passant par Détroit

## Fiche technique
- Titre original : Live Once, Die Twice
- Titre français : Disparu (France) et Mourir deux fois (Québec)
- Réalisation : Stefan Pleszczynski
- Scénario : John Martin
- Pays : Canada
- Durée : 100 min

## Distribution
- Kellie Martin (V.Q. : Mélanie Laberge) : Nicole Lauker
- Martin Cummins (V.Q. : Patrice Dubois) : Evan Lauker
- Cindy Sampson (V.Q. : Valérie Gagné) : Zoe Ravena
- Bruce Gray (V.Q. : Jean-Marie Moncelet) : Earl MacDuff
- Millie Tresierra (V.Q. : Camille Cyr-Desmarais) : Agent Melanie Carter
- Danny Blanco Hall (V.Q. : Patrick Chouinard) : Agent Wayne Bolton
- Edward Yankie (V.Q. : Jean-François Beaupré) : Daniuel Dugan
- Sadie LeBlanc : Lucy
- Mark Antony Krupa (V.Q. : Louis-Philippe Dandenault) : Ivan Fedorov
- Graham Cuthbertson : Grunt
- Wladyslaw Pawlowicz : George Bobich
- Stéphane Demers : Adrien Gillette

Source et légende : Version québécoise (V.Q.) sur Doublage Québec.